# Кастлі
Ка́стлі (ест. Kastli küla) — село в Естонії, у волості Тарту повіту Тартумаа.

## Населення
Чисельність населення на 31 грудня 2011 року становила 59 осіб.